# MPEG LA
MPEG LA는 덴버, 콜로라도주에 본사를 둔 미국 회사로, MPEG-2, MPEG-4, IEEE 1394, VC-1, ATSC, MVC, MPEG-2 시스템, AVC/H.264 및 HEVC 표준 사용에 필요한 필수 특허를 다루는 특허 풀을 라이선스했다.
비아 라이선싱 코퍼레이션은 2023년 4월 MPEG LA를 인수하여 비아 라이선싱 얼라이언스라는 새로운 특허 풀 관리 회사를 설립했다.

## 역사
MPEG LA는 1997년 7월 법무부 사업 검토서(Business Review Letter)를 받은 직후 사업을 시작했다. MPEG-2 표준 형성 과정에서 MPEG-2 표준 형성에 참여한 회사들의 실무 그룹은 채택에 가장 큰 어려움이 많은 특허권자들이 소유한 필수 특허에 대한 효율적인 접근이라고 인식했다. 이는 궁극적으로 다양한 MPEG-2 특허권자 그룹이 MPEG LA를 설립하게 되었고, 이들은 최초의 현대적 특허 풀을 해결책으로 만들었다. MPEG-2 기술의 기반이 되는 특허의 대부분은 소니그룹 (311개 특허), 톰슨 (198개 특허), 미쓰비시 전기 (119개 특허) 등 세 회사가 소유하고 있었다.
2012년 6월, MPEG LA는 고효율 비디오 코딩(HEVC) 표준에 필수적인 특허에 대한 요청을 발표했다.
2012년 9월, MPEG LA는 Librassay를 출시하여, 세계 유수의 연구 기관으로부터의 진단 특허권을 단일 라이선스를 통해 모든 사람에게 제공했다. Librassay에 특허를 포함한 기관으로는 존스 홉킨스 대학교; 루트비히 암 연구소; 메모리얼 슬론 케터링 암 센터; 국립보건원 (미국) (NIH); 파트너스 헬스케어; 릴랜드 스탠포드 주니어 대학교 이사회; 펜실베이니아 대학교 이사회; 캘리포니아 대학교 샌프란시스코; 그리고 위스콘신 동문 연구 재단 (WARF) 등이 있다.
2014년 9월 29일, MPEG LA는 23개 회사의 특허를 포함하는 HEVC 라이선스를 발표했다. 이 라이선스는 매년 첫 100,000개 유닛 이후 HEVC 제품당 US$0.20이며 연간 상한선이 있다. 이 라이선스는 HEVC 표준 버전 2의 프로필을 포함하도록 확장되었다.
2015년 3월 5일, MPEG LA는 디스플레이포트 제품당 US$0.20인 DisplayPort 라이선스를 발표했다.
2023년 4월, 두 특허 풀 관리자가 하나로 합병된 최초의 사례로 여겨지는 가운데, 비아 라이선싱 코퍼레이션이 MPEG LA를 인수하여 비아 라이선싱 얼라이언스라는 새로운 특허 풀 관리자를 설립했다. 비아의 사장인 히스 호글런드가 새 회사의 사장을 맡게 되며, MPEG LA의 CEO인 래리 혼은 비아 LA 자문 역할을 수행할 것이다.

## 비판
MPEG LA는 테오라와 VP8와 같은 영상 코덱이 자사 라이선서가 소유한 특허를 침해한다고 주장했지만, 해당 특허를 공개하지 않았다. 그 후 그들은 "VP8 영상 코덱에 필수적인 특허를 가지고 있다고 믿는 모든 당사자"에게 요청했다. 2013년 4월, 구글과 MPEG LA는 VP8 영상 코덱 형식에 대한 합의를 발표했다.
2010년 5월, 네로 AG는 MPEG LA를 상대로 반독점 소송을 제기하며, "필수적이지 않은 특허를 MPEG-2 특허 풀에 추가하여 불법적으로 특허 풀을 확장"했으며, 로열티 부과 방식이 일관되지 않다고 주장했다. 미국 캘리포니아 중부 지방법원은 2010년 11월 29일 본안 전 이 소송을 기각했다.
연방거래위원회의 전 정책 국장이었던 데이비드 발토는 MPEG-2 특허 풀을 혁신을 억압하지 않도록 특허 풀에 대한 더 많은 조사가 필요한 이유의 예시로 사용했다.
MPEG-2 특허 풀은 1997년 100개의 특허로 시작하여 그 이후로 추가 특허가 더해졌다. MPEG-2 라이선스 계약에는 새로운 특허가 추가될 경우 라이선스 요금이 인상되지 않는다고 명시되어 있다. MPEG-2 라이선스 계약은 제조국 또는 판매국에 하나 이상의 활성 특허가 있는 경우 MPEG-2 로열티를 지불해야 한다고 명시하고 있다. 원래 MPEG-2 라이선스 요율은 디코딩 라이선스에 US$4, 인코딩 라이선스에 US$4, 인코딩-디코딩 소비자 제품에 US$6.00였다.
MPEG-2 특허 풀에 대한 비판 중 하나는 2013년 6월까지 특허 수가 1,048개에서 416개로 감소했음에도 불구하고 MPEG-2 특허 만료율에 따라 라이선스 요금이 감소하지 않았다는 것이다.
2002년 1월 1일부터 2009년 12월 31일까지의 제품에 대한 로열티는 디코딩 라이선스에 US$2.50, 인코딩 라이선스에 US$2.50, 인코딩-디코딩 소비자 제품 라이선스에 US$2.50였다. 2010년 1월 1일부터 MPEG-2 특허 풀 로열티는 디코딩 라이선스에 US$2.00, 인코딩 라이선스에 US$2.00, 인코딩-디코딩 소비자 제품에 US$2.00였다.

## H.264/MPEG-4 AVC 라이선서
다음 조직들은 MPEG LA의 H.264/AVC 특허 풀에 하나 이상의 특허를 보유하고 있다.
| 조직                                      | 활성 특허 | 만료된 특허 | 총 특허 수 |
| ----------------------------------------- | --------- | ----------- | ---------- |
| 파나소닉 홀딩스                           | 1,054     | 416         | 1,470      |
| Godo Kaisha IP Bridge                     | 1,033     | 267         | 1,300      |
| LG전자                                    | 871       | 130         | 1001       |
| 돌비 연구소                               | 1014      | 414         | 1428       |
| 도시바                                    | 59        | 336         | 395        |
| 마이크로소프트                            | 95        | 145         | 240        |
| 일본전신전화 (포함 NTT 도코모)            | 234       | 4           | 238        |
| 소니그룹                                  | 77        | 77          | 154        |
| 프라운호퍼 협회                           | 208       | 16          | 224        |
| 구글                                      | 5         | 134         | 139        |
| GE 비디오 압축                            | 136       | 0           | 136        |
| 후지쯔                                    | 92        | 14          | 106        |
| 미쓰비시 전기                             | 44        | 56          | 100        |
| Tagivan II LLC                            | 82        | 0           | 82         |
| 삼성전자                                  | 17        | 46          | 63         |
| 맥셀                                      | 54        | 2           | 56         |
| 필립스                                    | 6         | 41          | 47         |
| 비디오                                    | 41        | 2           | 43         |
| 에릭슨                                    | 1         | 33          | 34         |
| 한국전자통신연구원 (ETRI)                 | 10        | 25          | 35         |
| 지멘스                                    | 12        | 39          | 51         |
| 컬럼비아 대학교 이사회, 뉴욕              | 0         | 26          | 26         |
| 폴리콤                                    | 2         | 20          | 22         |
| 로버트 보쉬 GmbH                          | 0         | 22          | 22         |
| 애플                                      | 7         | 2           | 9          |
| JVC 켄우드                                | 3         | 5           | 8          |
| 오랑쥬 S.A.                               | 13        | 7           | 20         |
| 샤프                                      | 5         | 0           | 5          |
| 한국과학기술원 (KAIST)                    | 1         | 4           | 5          |
| 시스코 시스템즈                           | 3         | 1           | 4          |
| ZTE                                       | 0         | 2           | 2          |
| 시스코 테크놀로지                         | 1         | 0           | 1          |
| 케이블 텔레비전 연구소                    | 0         | 1           | 1          |
| 휴렛 팩커드                               | 0         | 1           | 1          |
| 베이징 샤오미 모바일 소프트웨어 Co.       | 5         | 1           | 6          |
| B1 이미지 기술 연구소                     | 6         | 0           | 6          |
| 뉴라컴                                    | 0         | 1           | 1          |
| NEC                                       | 5         | 1           | 6          |
| 베스텔 일렉트로닉 산아이 베 티카레트 A.S. | 1         | 0           | 1          |
| 총계 (모든 제조사)                        | 5197      | 2291        | 7488       |

## HEVC 라이선서
다음 조직들은 HEVC 특허 풀에 하나 이상의 특허를 보유하고 있다.
| 조직                                | 활성 특허 | 만료된 특허 | 총 특허 수 |
| ----------------------------------- | --------- | ----------- | ---------- |
| 삼성전자                            | 3,550     | 4           | 3,554      |
| M&K 홀딩스                          | 907       | 0           | 907        |
| 일본전신전화 (포함 NTT 도코모)      | 878       | 2           | 880        |
| JVC 켄우드                          | 628       | 0           | 628        |
| Infobridge Pte. Ltd.                | 572       | 0           | 572        |
| SK텔레콤 (포함 SK플래닛)            | 380       | 0           | 380        |
| KT                                  | 289       | 0           | 289        |
| NEC                                 | 219       | 0           | 219        |
| 한국전자통신연구원 (ETRI)           | 208       | 0           | 208        |
| 캐논                                | 180       | 0           | 180        |
| Tagivan II                          | 162       | 0           | 162        |
| 후지쯔                              | 144       | 1           | 145        |
| 경희대학교                          | 103       | 0           | 103        |
| 애플                                | 69        | 0           | 69         |
| Intellectual Discovery Co.          | 67        | 0           | 67         |
| 맥셀                                | 60        | 0           | 60         |
| IBEX PT 홀딩스                      | 58        | 0           | 58         |
| 비디오                              | 41        | 0           | 41         |
| 한국과학기술원 (KAIST)              | 38        | 0           | 38         |
| 휴맥스                              | 32        | 0           | 32         |
| 광운대학교                          | 24        | 0           | 24         |
| 지멘스                              | 13        | 8           | 21         |
| 한국방송공사                        | 20        | 0           | 20         |
| 오랑쥬 S.A.                         | 20        | 0           | 20         |
| 영국방송공사                        | 19        | 0           | 19         |
| 컬럼비아 대학교 이사회, 뉴욕        | 0         | 16          | 16         |
| 세종대학교                          | 13        | 0           | 13         |
| 한국항공대학교                      | 12        | 0           | 12         |
| 항저우 하이크비전 디지털 테크놀로지 | 10        | 0           | 10         |
| 성균관대학교                        | 8         | 0           | 8          |
| 일본방송협회 (NHK)                  | 7         | 0           | 7          |
| 스카이 미디어 테크                  | 3         | 0           | 3          |
| 디지털 인사이트                     | 2         | 0           | 2          |
| 알파 디지테크                       | 1         | 0           | 1          |
| MIT                                 | 1         | 0           | 1          |
| 뉴라컴 (뉴라텍)                     | 0         | 1           | 1          |
| 총계 (모든 제조사)                  | 8738      | 32          | 8770       |

## VC-1 라이선서
다음 조직들은 VC-1 특허 풀에 하나 이상의 특허를 보유하고 있다 (2024년 11월 26일 기준).

| 조직                     | 활성 특허 | 만료된 특허 | 총 특허 수 |
| ------------------------ | --------- | ----------- | ---------- |
| 마이크로소프트           | 64        | 402         | 466        |
| 파나소닉 홀딩스          | 5         | 117         | 122        |
| LG전자                   | 3         | 93          | 96         |
| 삼성전자                 | 2         | 94          | 96         |
| 돌비 연구소              | 8         | 96          | 104        |
| 필립스                   | 0         | 77          | 77         |
| 히타치 제작소            | 0         | 60          | 60         |
| 미쓰비시 전기            | 0         | 52          | 52         |
| 소니그룹                 | 0         | 28          | 28         |
| JVC 켄우드               | 0         | 25          | 25         |
| 도시바                   | 0         | 21          | 21         |
| 후지쯔                   | 0         | 20          | 20         |
| 텔레노르                 | 0         | 19          | 19         |
| 지멘스                   | 2         | 16          | 18         |
| AT&T 인텔렉추얼 프로퍼티 | 0         | 16          | 16         |
| 선 특허 신탁             | 0         | 12          | 12         |
| 샤프                     | 0         | 8           | 8          |
| 오랑쥬 S.A.              | 0         | 7           | 7          |
| 일본전신전화             | 0         | 4           | 4          |
| 팬택                     | 0         | 4           | 4          |
| ZTE                      | 0         | 1           | 1          |
| 총계 (모든 제조사)       | 89        | 1167        | 1256       |

## 같이 보기
- DVD6C